# Бинотто, Маттиа
Маттиа Бинотто (итал. Mattia Binotto; род. 3 ноября 1969 года, Лозанна, Швейцария) — швейцарский и итальянский инженер.

## Биография
Родился в Лозанне в итальянской семье выходцев из Реджо-нель-Эмилия. В 1994 году окончил факультет машиностроения Федерального политехнического университета в Лозанне. Получил степень магистра в области автомобильной техники в инженерно-конструкторском отделе "Энцо Феррари" в Модене. 
В 1995 году на работе в компании Ferrari, в качестве инженера по моторам в тест-команде. В этой же роли работал в гоночной команде Scuderia Ferrari с 1997 по 2003 годы во время триумфа в команде Михаэля Шумахера, под руководством Луки ди Монтедземоло и Жана Тодта. 
Став инженером по гоночным моторам в 2004 году, в 2007 году Бинотто занял пост главного инженера команды, затем пост заместителя директора по технической части и в 2009 году техническим директором, когда в Ferrari появились гибридные технологии и система KERS (рекуперативное торможение), а с 2014 года директором отдела power unit, по решению президента компании Ferrari Серджио Маркионне. В 2015 году команда Ferrari получила довольно результативный мотор. 27 июля 2016 года был назначен техническим директором Scuderia Ferrari. 
7 января 2019 года возглавил Ferrari взамен ушедшего Маурицио Арривабене.
В ноябре 2022 года Бинотто сообщил, что оставит свой пост 31 декабря 2022 года.